# 린카
린카(일본어: 梨花, 1973년 5월 21일 ~ )는 일본의 모델, 배우, 가수이다.

## 같이 보기
- 히토미 (가수)